# Lars Gerson
Lars Christian Krogh Gerson (Lussemburgo, 5 febbraio 1990) è un calciatore lussemburghese, di origine norvegese, difensore o centrocampista del Progrès Niedercorn.

## Biografia
Nacque in Lussemburgo da padre lussemburghese e madre norvegese.

## Carriera

### Club
Gerson ha iniziato la carriera professionistica con la maglia del Kongsvinger. Ha debuttato in prima squadra il 20 aprile 2008, nel pareggio per 1-1 contro l'Hødd. Il 28 marzo 2010 ha esordito in Eliteserien, nella sconfitta per 1-0 in casa del Tromsø: è subentrato a Magne Sturød. Il 17 ottobre dello stesso anno, ha segnato la prima rete nella massima divisione: è stato suo, infatti, uno dei gol del Kongsvinger nel pareggio per 3-3 contro lo Start.
Il 2 febbraio 2012 è stato reso noto il suo trasferimento agli svedesi dell'IFK Norrköping. Nel 2015 è passato al GIF Sundsvall. In entrambi i casi, le parentesi hanno avuto la durata di tre campionati di Allsvenskan. Nel 2018 ha fatto ritorno all'IFK Norrköping, dove è rimasto per altri tre anni.
Nel febbraio del 2021 è stato ingaggiato a parametro zero dagli spagnoli del Racing Santander, militanti in Segunda División B.

Il 12 maggio 2021 è stato reso noto il suo ritorno in Norvegia, firmando un contratto valido fino al 31 dicembre 2022 con il Brann.
Il 7 gennaio 2022 ha fatto ritorno al Kongsvinger, a cui si è legato con un accordo triennale.

### Nazionale
Ha giocato nella nazionale lussemburghese Under-21.
Gerson ha debuttato per il Lussemburgo in un'amichevole persa per 2-0 contro il Galles.

## Statistiche

### Cronologia presenze e reti in nazionale
| Cronologia completa delle presenze e delle reti in nazionale ― Lussemburgo | Cronologia completa delle presenze e delle reti in nazionale ― Lussemburgo | Cronologia completa delle presenze e delle reti in nazionale ― Lussemburgo | Cronologia completa delle presenze e delle reti in nazionale ― Lussemburgo | Cronologia completa delle presenze e delle reti in nazionale ― Lussemburgo | Cronologia completa delle presenze e delle reti in nazionale ― Lussemburgo | Cronologia completa delle presenze e delle reti in nazionale ― Lussemburgo | Cronologia completa delle presenze e delle reti in nazionale ― Lussemburgo |
| Data                                                                       | Città                                                                      | In casa                                                                    | Risultato                                                                  | Ospiti                                                                     | Competizione                                                               | Reti                                                                       | Note                                                                       |
| -------------------------------------------------------------------------- | -------------------------------------------------------------------------- | -------------------------------------------------------------------------- | -------------------------------------------------------------------------- | -------------------------------------------------------------------------- | -------------------------------------------------------------------------- | -------------------------------------------------------------------------- | -------------------------------------------------------------------------- |
| 26-3-2008                                                                  | Lussemburgo                                                                | Lussemburgo                                                                | 0 – 2                                                                      | Galles                                                                     | Amichevole                                                                 | -                                                                          | 90’                                                                        |
| 20-8-2008                                                                  | Lussemburgo                                                                | Lussemburgo                                                                | 1 – 4                                                                      | Macedonia                                                                  | Amichevole                                                                 | -                                                                          | 45’                                                                        |
| 10-9-2008                                                                  | Zurigo                                                                     | Svizzera                                                                   | 1 – 2                                                                      | Lussemburgo                                                                | Qual. Mondiali 2010                                                        | -                                                                          | 76’                                                                        |
| 15-10-2008                                                                 | Lussemburgo                                                                | Lussemburgo                                                                | 0 – 0                                                                      | Moldavia                                                                   | Qual. Mondiali 2010                                                        | -                                                                          | 45’                                                                        |
| 19-11-2008                                                                 | Lussemburgo                                                                | Lussemburgo                                                                | 1 – 1                                                                      | Belgio                                                                     | Amichevole                                                                 | -                                                                          | 67’                                                                        |
| 28-3-2009                                                                  | Lussemburgo                                                                | Lussemburgo                                                                | 0 – 4                                                                      | Lettonia                                                                   | Qual. Mondiali 2010                                                        | -                                                                          | 45’                                                                        |
| 11-8-2010                                                                  | Llanelli                                                                   | Galles                                                                     | 5 – 1                                                                      | Lussemburgo                                                                | Amichevole                                                                 | -                                                                          | 60’                                                                        |
| 3-9-2010                                                                   | Lussemburgo                                                                | Lussemburgo                                                                | 0 – 3                                                                      | Bosnia ed Erzegovina                                                       | Qual. Euro 2012                                                            | -                                                                          |                                                                            |
| 8-10-2010                                                                  | Lussemburgo                                                                | Lussemburgo                                                                | 0 – 0                                                                      | Bielorussia                                                                | Qual. Euro 2012                                                            | -                                                                          | 62’                                                                        |
| 9-2-2011                                                                   | Lussemburgo                                                                | Lussemburgo                                                                | 2 – 1                                                                      | Slovacchia                                                                 | Amichevole                                                                 | -                                                                          |                                                                            |
| 25-3-2011                                                                  | Lussemburgo                                                                | Lussemburgo                                                                | 0 – 2                                                                      | Francia                                                                    | Qual. Euro 2012                                                            | -                                                                          | 71’                                                                        |
| 29-3-2011                                                                  | Piatra Neamț                                                               | Romania                                                                    | 3 – 1                                                                      | Lussemburgo                                                                | Qual. Euro 2012                                                            | 1                                                                          | 58’                                                                        |
| 3-6-2011                                                                   | Lussemburgo                                                                | Lussemburgo                                                                | 0 – 1                                                                      | Ungheria                                                                   | Amichevole                                                                 | -                                                                          | 59’                                                                        |
| 7-6-2011                                                                   | Minsk                                                                      | Bielorussia                                                                | 2 – 0                                                                      | Lussemburgo                                                                | Qual. Euro 2012                                                            | -                                                                          |                                                                            |
| 10-8-2011                                                                  | Faro                                                                       | Portogallo                                                                 | 5 – 0                                                                      | Lussemburgo                                                                | Amichevole                                                                 | -                                                                          | 54’                                                                        |
| 2-9-2011                                                                   | Lussemburgo                                                                | Lussemburgo                                                                | 0 – 2                                                                      | Romania                                                                    | Qual. Euro 2012                                                            | -                                                                          |                                                                            |
| 6-9-2011                                                                   | Lussemburgo                                                                | Lussemburgo                                                                | 2 – 1                                                                      | Albania                                                                    | Qual. Euro 2012                                                            | -                                                                          |                                                                            |
| 7-10-2011                                                                  | Zenica                                                                     | Bosnia ed Erzegovina                                                       | 5 – 0                                                                      | Lussemburgo                                                                | Qual. Euro 2012                                                            | -                                                                          |                                                                            |
| 15-11-2011                                                                 | Lussemburgo                                                                | Lussemburgo                                                                | 0 – 1                                                                      | Svizzera                                                                   | Amichevole                                                                 | -                                                                          | 39’                                                                        |
| 29-2-2012                                                                  | Lussemburgo                                                                | Lussemburgo                                                                | 2 – 1                                                                      | Macedonia                                                                  | Amichevole                                                                 | -                                                                          | 45’                                                                        |
| 2-6-2012                                                                   | Lussemburgo                                                                | Lussemburgo                                                                | 0 – 2                                                                      | Malta                                                                      | Amichevole                                                                 | -                                                                          | 45’                                                                        |
| 15-8-2012                                                                  | Lussemburgo                                                                | Lussemburgo                                                                | 1 – 2                                                                      | Georgia                                                                    | Amichevole                                                                 | -                                                                          | 45’                                                                        |
| 7-9-2012                                                                   | Lussemburgo                                                                | Lussemburgo                                                                | 1 – 2                                                                      | Portogallo                                                                 | Qual. Mondiali 2014                                                        | -                                                                          |                                                                            |
| 11-9-2012                                                                  | Belfast                                                                    | Irlanda del Nord                                                           | 1 – 1                                                                      | Lussemburgo                                                                | Qual. Mondiali 2014                                                        | -                                                                          | 49’                                                                        |
| 12-10-2012                                                                 | Lussemburgo                                                                | Lussemburgo                                                                | 0 – 6                                                                      | Israele                                                                    | Qual. Mondiali 2014                                                        | -                                                                          |                                                                            |
| 14-11-2012                                                                 | Lussemburgo                                                                | Lussemburgo                                                                | 1 – 2                                                                      | Scozia                                                                     | Amichevole                                                                 | 1                                                                          |                                                                            |
| 22-3-2013                                                                  | Lussemburgo                                                                | Lussemburgo                                                                | 0 – 0                                                                      | Azerbaigian                                                                | Qual. Mondiali 2014                                                        | -                                                                          |                                                                            |
| 7-6-2013                                                                   | Baku                                                                       | Azerbaigian                                                                | 1 – 1                                                                      | Lussemburgo                                                                | Qual. Mondiali 2014                                                        | -                                                                          |                                                                            |
| 14-8-2013                                                                  | Lussemburgo                                                                | Lussemburgo                                                                | 2 – 1                                                                      | Lituania                                                                   | Amichevole                                                                 | -                                                                          |                                                                            |
| 6-9-2013                                                                   | Kazan'                                                                     | Russia                                                                     | 4 – 1                                                                      | Lussemburgo                                                                | Qual. Mondiali 2014                                                        | -                                                                          | 66’                                                                        |
| 10-9-2013                                                                  | Lussemburgo                                                                | Lussemburgo                                                                | 3 – 2                                                                      | Irlanda del Nord                                                           | Qual. Mondiali 2014                                                        | -                                                                          |                                                                            |
| 11-10-2013                                                                 | Lussemburgo                                                                | Lussemburgo                                                                | 0 – 4                                                                      | Russia                                                                     | Qual. Mondiali 2014                                                        | -                                                                          |                                                                            |
| 15-10-2013                                                                 | Coimbra                                                                    | Portogallo                                                                 | 3 – 0                                                                      | Lussemburgo                                                                | Qual. Mondiali 2014                                                        | -                                                                          | 70’                                                                        |
| 17-11-2013                                                                 | Lussemburgo                                                                | Lussemburgo                                                                | 1 – 4                                                                      | Montenegro                                                                 | Amichevole                                                                 | -                                                                          | 36’                                                                        |
| 5-3-2014                                                                   | Lussemburgo                                                                | Lussemburgo                                                                | 0 – 0                                                                      | Capo Verde                                                                 | Amichevole                                                                 | -                                                                          |                                                                            |
| 26-5-2014                                                                  | Genk                                                                       | Belgio                                                                     | 5 – 1                                                                      | Lussemburgo                                                                | Amichevole                                                                 | -                                                                          | 88’                                                                        |
| 4-6-2014                                                                   | Perugia                                                                    | Italia                                                                     | 1 – 1                                                                      | Lussemburgo                                                                | Amichevole                                                                 | -                                                                          | 45’                                                                        |
| 8-9-2014                                                                   | Lussemburgo                                                                | Lussemburgo                                                                | 1 – 1                                                                      | Bielorussia                                                                | Qual. Euro 2016                                                            | 1                                                                          | 34’                                                                        |
| 9-10-2014                                                                  | Skopje                                                                     | Macedonia                                                                  | 3 – 2                                                                      | Lussemburgo                                                                | Qual. Euro 2016                                                            | -                                                                          |                                                                            |
| 12-10-2014                                                                 | Lussemburgo                                                                | Lussemburgo                                                                | 0 – 4                                                                      | Spagna                                                                     | Qual. Euro 2016                                                            | -                                                                          |                                                                            |
| 15-11-2014                                                                 | Lussemburgo                                                                | Lussemburgo                                                                | 0 – 3                                                                      | Ucraina                                                                    | Qual. Euro 2016                                                            | -                                                                          |                                                                            |
| 27-3-2015                                                                  | Žilina                                                                     | Slovacchia                                                                 | 3 – 0                                                                      | Lussemburgo                                                                | Qual. Euro 2016                                                            | -                                                                          |                                                                            |
| 31-3-2015                                                                  | Lussemburgo                                                                | Lussemburgo                                                                | 1 – 2                                                                      | Turchia                                                                    | Amichevole                                                                 | -                                                                          |                                                                            |
| 9-6-2015                                                                   | Lussemburgo                                                                | Lussemburgo                                                                | 0 – 0                                                                      | Moldavia                                                                   | Amichevole                                                                 | -                                                                          | 62’                                                                        |
| 14-6-2015                                                                  | Leopoli                                                                    | Ucraina                                                                    | 3 – 0                                                                      | Lussemburgo                                                                | Qual. Euro 2016                                                            | -                                                                          |                                                                            |
| 5-9-2015                                                                   | Lussemburgo                                                                | Lussemburgo                                                                | 1 – 0                                                                      | Macedonia                                                                  | Qual. Euro 2016                                                            | -                                                                          |                                                                            |
| 8-9-2015                                                                   | Barysaŭ                                                                    | Bielorussia                                                                | 2 – 0                                                                      | Lussemburgo                                                                | Qual. Euro 2016                                                            | -                                                                          |                                                                            |
| 9-10-2015                                                                  | Logroño                                                                    | Spagna                                                                     | 4 – 0                                                                      | Lussemburgo                                                                | Qual. Euro 2016                                                            | -                                                                          |                                                                            |
| 12-10-2015                                                                 | Lussemburgo                                                                | Lussemburgo                                                                | 2 – 4                                                                      | Slovacchia                                                                 | Qual. Euro 2016                                                            | 1                                                                          |                                                                            |
| 13-11-2015                                                                 | Oberkorn                                                                   | Lussemburgo                                                                | 1 – 0                                                                      | Grecia                                                                     | Amichevolee                                                                | -                                                                          | 76’                                                                        |
| 17-11-2015                                                                 | Lussemburgo                                                                | Lussemburgo                                                                | 0 – 2                                                                      | Portogallo                                                                 | Amichevole                                                                 | -                                                                          | 90’                                                                        |
| 25-3-2016                                                                  | Lussemburgo                                                                | Lussemburgo                                                                | 0 – 3                                                                      | Bosnia ed Erzegovina                                                       | Amichevole                                                                 | -                                                                          |                                                                            |
| 29-3-2016                                                                  | Lussemburgo                                                                | Lussemburgo                                                                | 3 – 0                                                                      | Albania                                                                    | Amichevole                                                                 | -                                                                          | 71’                                                                        |
| 31-5-2016                                                                  | Lussemburgo                                                                | Lussemburgo                                                                | 1 – 3                                                                      | Nigeria                                                                    | Amichevole                                                                 | -                                                                          | 76’                                                                        |
| 2-9-2016                                                                   | Riga                                                                       | Lettonia                                                                   | 3 – 1                                                                      | Lussemburgo                                                                | Amichevole                                                                 | -                                                                          |                                                                            |
| 6-9-2016                                                                   | Sofia                                                                      | Bulgaria                                                                   | 4 – 3                                                                      | Lussemburgo                                                                | Qual. Mondiali 2018                                                        | -                                                                          |                                                                            |
| 25-3-2017                                                                  | Lussemburgo                                                                | Lussemburgo                                                                | 1 – 3                                                                      | Francia                                                                    | Qual. Mondiali 2018                                                        | -                                                                          |                                                                            |
| 28-3-2017                                                                  | Lussemburgo                                                                | Lussemburgo                                                                | 0 – 2                                                                      | Capo Verde                                                                 | Amichevole                                                                 | -                                                                          | 68’                                                                        |
| 4-6-2017                                                                   | Lussemburgo                                                                | Lussemburgo                                                                | 2 – 1                                                                      | Albania                                                                    | Amichevole                                                                 | -                                                                          | 82’                                                                        |
| 9-6-2017                                                                   | Rotterdam                                                                  | Paesi Bassi                                                                | 5 – 0                                                                      | Lussemburgo                                                                | Qual. Mondiali 2018                                                        | -                                                                          | 54’                                                                        |
| 22-3-2018                                                                  | Attard                                                                     | Malta                                                                      | 0 – 1                                                                      | Lussemburgo                                                                | Amichevole                                                                 | -                                                                          |                                                                            |
| 27-3-2018                                                                  | Lussemburgo                                                                | Lussemburgo                                                                | 0 – 4                                                                      | Austria                                                                    | Amichevole                                                                 | -                                                                          | 70’                                                                        |
| 31-5-2018                                                                  | Lussemburgo                                                                | Lussemburgo                                                                | 0 – 0                                                                      | Senegal                                                                    | Amichevole                                                                 | -                                                                          |                                                                            |
| 5-6-2018                                                                   | Lussemburgo                                                                | Lussemburgo                                                                | 1 – 0                                                                      | Georgia                                                                    | Amichevole                                                                 | -                                                                          |                                                                            |
| 8-9-2018                                                                   | Lussemburgo                                                                | Lussemburgo                                                                | 4 – 0                                                                      | Moldavia                                                                   | UEFA Nations League 2018-2019                                              | -                                                                          |                                                                            |
| 15-11-2018                                                                 | Lussemburgo                                                                | Lussemburgo                                                                | 0 – 2                                                                      | Bielorussia                                                                | UEFA Nations League 2018-2019                                              | -                                                                          | 45’                                                                        |
| 22-3-2019                                                                  | Lussemburgo                                                                | Lussemburgo                                                                | 2 – 1                                                                      | Lituania                                                                   | Qual. Euro 2020                                                            | -                                                                          |                                                                            |
| 7-6-2019                                                                   | Vilnius                                                                    | Lituania                                                                   | 1 – 1                                                                      | Lussemburgo                                                                | Qual. Euro 2020                                                            | -                                                                          |                                                                            |
| 10-6-2019                                                                  | Leopoli                                                                    | Ucraina                                                                    | 1 – 0                                                                      | Lussemburgo                                                                | Qual. Euro 2020                                                            | -                                                                          |                                                                            |
| 5-9-2019                                                                   | Belfast                                                                    | Irlanda del Nord                                                           | 1 – 0                                                                      | Lussemburgo                                                                | Amichevole                                                                 | -                                                                          |                                                                            |
| 10-9-2019                                                                  | Lussemburgo                                                                | Lussemburgo                                                                | 1 – 3                                                                      | Serbia                                                                     | Qual. Euro 2020                                                            | -                                                                          |                                                                            |
| 11-10-2019                                                                 | Lisbona                                                                    | Portogallo                                                                 | 3 – 0                                                                      | Lussemburgo                                                                | Qual. Euro 2020                                                            | -                                                                          |                                                                            |
| 15-10-2019                                                                 | Aalborg                                                                    | Danimarca                                                                  | 4 – 0                                                                      | Lussemburgo                                                                | Amichevole                                                                 | -                                                                          |                                                                            |
| 14-11-2019                                                                 | Belgrado                                                                   | Serbia                                                                     | 3 – 2                                                                      | Lussemburgo                                                                | Qual. Euro 2020                                                            | -                                                                          |                                                                            |
| 17-11-2019                                                                 | Lussemburgo                                                                | Lussemburgo                                                                | 0 – 2                                                                      | Portogallo                                                                 | Qual. Euro 2020                                                            | -                                                                          |                                                                            |
| 5-9-2020                                                                   | Baku                                                                       | Azerbaigian                                                                | 1 – 2                                                                      | Lussemburgo                                                                | UEFA Nations League 2020-2021                                              | -                                                                          |                                                                            |
| 8-9-2020                                                                   | Lussemburgo                                                                | Lussemburgo                                                                | 0 – 1                                                                      | Montenegro                                                                 | UEFA Nations League 2020-2021                                              | -                                                                          |                                                                            |
| 10-10-2020                                                                 | Lussemburgo                                                                | Lussemburgo                                                                | 2 – 0                                                                      | Cipro                                                                      | UEFA Nations League 2020-2021                                              | -                                                                          |                                                                            |
| 13-10-2020                                                                 | Podgorica                                                                  | Montenegro                                                                 | 1 – 2                                                                      | Lussemburgo                                                                | UEFA Nations League 2020-2021                                              | -                                                                          |                                                                            |
| 11-11-2020                                                                 | Lussemburgo                                                                | Lussemburgo                                                                | 0 – 3                                                                      | Austria                                                                    | Amichevole                                                                 | -                                                                          | Cap. 45’                                                                   |
| 14-11-2020                                                                 | Nicosia                                                                    | Cipro                                                                      | 2 – 1                                                                      | Lussemburgo                                                                | UEFA Nations League 2020-2021                                              | -                                                                          |                                                                            |
| 17-11-2020                                                                 | Lussemburgo                                                                | Lussemburgo                                                                | 0 – 0                                                                      | Azerbaigian                                                                | UEFA Nations League 2020-2021                                              | -                                                                          | 69’                                                                        |
| 24-3-2021                                                                  | Doha                                                                       | Qatar                                                                      | 1 – 0                                                                      | Lussemburgo                                                                | Amichevole                                                                 | -                                                                          | 45’                                                                        |
| 27-3-2021                                                                  | Dublino                                                                    | Irlanda                                                                    | 0 – 1                                                                      | Lussemburgo                                                                | Qual. Mondiali 2022                                                        | -                                                                          | 90’                                                                        |
| 30-3-2021                                                                  | Lussemburgo                                                                | Lussemburgo                                                                | 1 – 3                                                                      | Portogallo                                                                 | Qual. Mondiali 2022                                                        | -                                                                          |                                                                            |
| 7-6-2022                                                                   | Tórshavn                                                                   | Fær Øer                                                                    | 0 – 1                                                                      | Lussemburgo                                                                | UEFA Nations League 2022-2023                                              | -                                                                          | 90’                                                                        |
| 11-6-2022                                                                  | Lussemburgo                                                                | Lussemburgo                                                                | 0 – 2                                                                      | Turchia                                                                    | UEFA Nations League 2022-2023                                              | -                                                                          | 81’                                                                        |
| 14-6-2022                                                                  | Lussemburgo                                                                | Lussemburgo                                                                | 2 – 2                                                                      | Fær Øer                                                                    | UEFA Nations League 2022-2023                                              | -                                                                          | 45’                                                                        |
| 22-9-2022                                                                  | Istanbul                                                                   | Turchia                                                                    | 3 – 3                                                                      | Lussemburgo                                                                | UEFA Nations League 2022-2023                                              | -                                                                          | 45’                                                                        |
| 25-9-2022                                                                  | Lussemburgo                                                                | Lussemburgo                                                                | 1 – 0                                                                      | Lituania                                                                   | UEFA Nations League 2022-2023                                              | -                                                                          | 79’                                                                        |
| 23-3-2023                                                                  | Trnava                                                                     | Slovacchia                                                                 | 0 – 0                                                                      | Lussemburgo                                                                | Qual. Euro 2024                                                            | -                                                                          | 57’                                                                        |
| 26-3-2023                                                                  | Lussemburgo                                                                | Lussemburgo                                                                | 0 – 6                                                                      | Portogallo                                                                 | Qual. Euro 2024                                                            | -                                                                          | 45’                                                                        |
| 8-9-2023                                                                   | Lussemburgo                                                                | Lussemburgo                                                                | 3 – 1                                                                      | Islanda                                                                    | Qual. Euro 2024                                                            | -                                                                          | 64’                                                                        |
| 11-9-2023                                                                  | Faro                                                                       | Portogallo                                                                 | 9 – 0                                                                      | Lussemburgo                                                                | Qual. Euro 2024                                                            | -                                                                          | 46’                                                                        |
| 16-10-2023                                                                 | Lussemburgo                                                                | Lussemburgo                                                                | 0 – 1                                                                      | Slovacchia                                                                 | Qual. Euro 2024                                                            | -                                                                          |                                                                            |
| 16-11-2023                                                                 | Lussemburgo                                                                | Lussemburgo                                                                | 4 – 1                                                                      | Bosnia ed Erzegovina                                                       | Qual. Euro 2024                                                            | -                                                                          | 64’                                                                        |
| 26-3-2024                                                                  | Lussemburgo                                                                | Lussemburgo                                                                | 2 – 1                                                                      | Kazakistan                                                                 | Amichevole                                                                 | -                                                                          | 41’                                                                        |
| 5-9-2024                                                                   | Belfast                                                                    | Irlanda del Nord                                                           | 2 – 0                                                                      | Lussemburgo                                                                | UEFA Nations League 2024-2025 - 1º turno                                   | -                                                                          |                                                                            |
| 6-6-2025                                                                   | Lussemburgo                                                                | Lussemburgo                                                                | 0 – 1                                                                      | Slovenia                                                                   | Amichevole                                                                 | -                                                                          | 89’                                                                        |
| 10-6-2025                                                                  | Lussemburgo                                                                | Lussemburgo                                                                | 0 – 0                                                                      | Irlanda                                                                    | Amichevole                                                                 | -                                                                          | 89’                                                                        |
| Totale                                                                     |                                                                            | Presenze (4º posto)                                                        | 100                                                                        |                                                                            | Reti                                                                       | 4                                                                          |                                                                            |